# Metaviridae
Metaviridae — это семейство вирусов, которые существуют в виде ретротранспозонов Ty3-gypsy LTR в геноме эукариотического хозяина. Они тесно связаны с ретровирусами: члены семейства Metaviridae имеют много общих геномных элементов с ретровирусами, включая длину, организацию и сами гены. Сюда входят гены, кодирующие обратную транскриптазу, интегразу и капсидные белки. Белки обратной транскриптазы и интегразы необходимы для ретротранспозонной активности вируса. В некоторых случаях вирусоподобные частицы могут образовываться из капсидных белков.
Некоторые собранные вирусоподобные частицы представителей семейства Metaviridae могут проникать и инфицировать ранее неинфицированные клетки. Примером этого является gypsy, ретроэлемент, обнаруженный в геноме Drosophila melanogaster. Способность инфицировать другие клетки определяется наличием ретровирусных генов env, которые кодируют белки оболочки.
Metaviridae — это семейство ретротранспозонов, обнаруженных у всех известных и изученных эукариот. Вирусы этого семейства размножаются через промежуточные продукты, называемые вирусоподобными частицами, известными своей способностью вызывать мутации и секвенирование генома. Членов семейства Metaviridae часто называют LTR-ретротранспозонами семейства Ty3-gypsy. Среди членов есть только виды, которые продуцируют внутриклеточные частицы, совокупность этих частиц неоднородна. Внеклеточные частицы окружены овальными ядрами и называются вирионами. Во многих системах вирионы характеризуются биохимически. Геномы ретротранспозонов этого семейства представляют собой РНК с положительной цепью. Помимо РНК-генома, некоторые клеточные РНК могут быть случайным образом связаны с частицами, в том числе со специфическими тРНК, в случае репликации вируса, подготовленной тРНК. Фракции частиц из клеток неоднородны по отношению к созреванию и поэтому связаны с промежуточными транскрипциями и продуктами обратной транскрипции в дополнение к геномной РНК. Когда речь заходит о членах, продуцирующих вирионы, оказывается, что мембрана вириона происходит от мембраны клетки-хозяина.

## Таксономия
Семейство Metaviridae делится на следующие роды:
- Род Metavirus
- Род Errantivirus

Отряд Ortervirales составляют семейства Metaviridae, Belpaoviridae, Pseudoviridae, Retroviridae и Caulimoviridae.

## Использованная литература
1. ↑  Таксономия вирусов (англ.) на сайте Международного комитета по таксономии вирусов (ICTV).
2. ↑  Llorens, C (November 2020). ICTV Virus Taxonomy Profile: Metaviridae. The Journal of General Virology. 101 (11): 1131–1132. doi:10.1099/jgv.0.001509. PMID 33048045.
3. ↑  ICTV Report Metaviridae.
4. ↑  Krupovic, M (4 апреля 2018). Ortervirales: A new viral order unifying five families of reverse-transcribing viruses (PDF). Journal of Virology. 92 (12). doi:10.1128/JVI.00515-18. PMID 29618642. Архивировано (PDF) 4 августа 2020. Дата обращения: 20 августа 2022.